# Saaremaa
Saaremaa (estonsko [ˈsɑːremɑː]; dansko Øsel, švedsko Ösel) je največji otok v Estoniji, ki meri 2673 km2. Glavni otok okrožja Saare leži v Baltskem morju, južno od otoka Hiiumaa in zahodno od otoka Muhu in spada v zahodnoestonski arhipelag. Glavno mesto otoka je Kuressaare, ki je januarja 2018 imel 13.276 prebivalcev. Januarja 2020 je bilo na celotnem otoku zabeleženo 31.435 prebivalcev.

## Etimologija
V starih skandinavskih virih se Saaremaa imenuje Eysysla, v islandskih sagah pa Eysýsla, kar pomeni 'okrožje (dežela) na otoku'. Otok se v estonščini imenuje Saaremaa, v finščini Saarenmaa - dobesedno 'otoška dežela' , torej enako kot skandinavsko ime za otok.
Staro skandinavsko ime je tudi izvor imena otoka v danščini Øsel, nemščini in švedščini Ösel, gotlandščini Oysl in v latinščini Osilia. V latvijščini se otok imenuje Sāmsala, kar pomeni 'otok Saami'. Estonski učenjak Raul Talvik in nekdanji estonski predsednik Lennart Meri verjameta da naj bi bila Saaremaa zgodovinska Ultima Thule, najbolj oddaljena severna lokacija, omenjena v starogrški in rimski literaturi in kartografiji.

## Zgodovina
Po arheoloških najdbah je bilo ozemlje Saaremaa poseljeno vsaj od 5000 pr. n. št. Na polotoku Sõrve so iz skandinavske železne dobe našli pokopne ladje datirane v  700–750 n. št.. Sage govorijo o številnih spopadih med otočani in Vikingi. Saaremaa je bila najbogatejše okrožje starodavne Estonije  in dom zloglasnih piratov, včasih imenovanih tudi vzhodni Vikingi. Kronika Henrika Livonskega opisuje floto šestnajstih ladij in petsto Osilijcev, ki pustošijo po območju današnje južne Švedske, ki je takrat pripadalo Danski.
Verjetno okoli leta 1000, je Gunnar Hámundarson iz Islandije sodeloval v vikinškem napadu na Eysýslo (sodobna Saaremaa). Tam je dobil svoj slavni atgeir, tako da ga je vzel od človeka po imenu Hallgrímur. Njáls saga pripoveduje naslednje:
Od tod so se držali juga do Danske in od tod vzhoda do Smálönda in zmagali, kamor koli so šli. Jeseni se niso vrnili. Naslednje poletje so se držali Rafale (sodobni Talin) in se tam spopadli z morskimi potepuhi, se borili in zmagali. Potem so se usmerili proti vzhodu do Eysýsle (Saaremaa) in tam nekaj časa ležali na rtu. Tam so zagledali moškega, ki se je spuščal iz rta nad njimi; Gunnar je šel na obalo, da bi se srečal z moškim in se pogovoril. Gunnar ga je vprašal, kako mu je ime, in rekel je, da je to Tófi. Gunnar je spet vprašal, kaj hoče. »Tebe želim videti«, reče moški. »Dve vojaški ladji ležita na drugi strani pod rtom in povem vam, kdo jim poveljuje: dva brata sta kapitana - eden se imenuje Hallgrímur, drugi pa Kolskeggur. Vem, da sta mogočna vojaka; in vem, tudi, da imajo tako dobro orožje, da podobnega ne bi smeli imeti. Hallgrímur ima atgeir, ki ga je naredil s kipečimi uroki; in to je tisto, kar govorijo v urokih, da mu nobeno orožje ne bo dalo smrtnega udarca, razen tistega atgeira Tudi to sledi temu, da je takoj znano, kdaj naj bi človeka pobili s tem atgeirom, kajti v njem nekaj poje tako glasno, da se lahko sliši daleč stran - tako močna narava ima v sebi tega atgeira.« 
Kronika Henrika Livonskega opisuje floto šestnajstih ladij in petsto piratov iz Saaremae, ki so pustošili po območju današnje južne Švedske, ki je takrat pripadalo Danski. XIV. Knjiga Geste Danorum, Saxo Grammaticus, opisuje poznejšo bitko na Ölandu leta 1170, v kateri je danski kralj Valdemar I. mobiliziral svojo celotno floto, da bi zajezil vdor piratov iz Couronia (Kurlandija) in Saaremaa.
Morda najbolj znani napad prebivalcev Saaremae se je zgodil leta 1187 z napadom na švedsko mesto Sigtuna (drugi kandidati kot napadalci so Kareli in Kurlandci). Med žrtvami tega napada je bil švedski nadškof Johannes. Arheološka izkopavanja niso potrdila tradicije uničenja mesta. Običajno življenje v Sigtuni se je nadaljevalo, dokler mesto v 13. stoletju ni začelo počasi izgubljati pomena zaradi težav s plovbo, ki jih je povzročil post-glacialni odboj.
Leta 1227 so Saaremaa osvojili Livonski bratje meča med livonskim križarskim pohodom, vendar je odpor lokalnih prebivalcev ostal močan. Križarji so tam ustanovili škofijo Ösel-Wiek. Ko je litovska vojska leta 1236 v bitki pri Sauleju premagala red, so se otočani Saaremaa uprli. Konflikt se je končal s pogodbo, ki so jo podpisali Osilijci in mojster reda. V naslednjem letu so bili bratje meča prevzeti v Tevtonski viteški red. Ko se je križarsko okrožje Saaremae okrepilo, se je tudi krščanstvo bolj uveljavilo na otoku in Saaremaa ima do danes edinstven nabor srednjeveških cerkva v krajih Kaarma, Karja, Kihelkonna, Muhu, Pöide, Püha in Valjala. Križarska trdnjava Grad Kuressaare, v nemščini znan kot Schloss Arensburg, je Tevtonski red zgradil za škofe Ösel-Wiecka (estonsko Saare-Lääne). Gradnja se je začela leta 1380 in je eden najbolj ohranjenih srednjeveških gradov v Estoniji, ki priča o pozni srednjeveški dobi.
V 14. do 16. stoletju in morda prej so se lokalni prebivalci začeli širiti čez Baltsko morje v okoliška območja in tako ustanavljati vasi na livonski obali.
Večino Saaremaa je neposredno upravljala škofija Ösel-Wiek, nekateri deli pa so bili prepuščeni Livonskemu redu. Leta 1559 so škofijo in Saaremaa prodali Danski in sta postali del danske Estonije. Od leta 1570 do 1645 je bil celoten otok v danski lasti.
Leta 1645 je bil Saaremaa z Brömsebro pogodbo odstopljena od Danske na Švedsko. Leta 1721 je bila Saaremaa (takrat znana po švedskem imenu Ösel) skupaj s preostalo Livonijo z Nistadsko pogodbo prepuščena Ruskemu imperiju in postala del Livonskega guvernorata.
Leta 1840 so se v Kuressaareju (takrat znanem kot Arensburg) odprle prve terme, mesto je doživelo renesanso in postalo letovišče za Ruse in baltske Nemce.
V prvi svetovni vojni je estonske otoke oktobra 1917 osvojila cesarska nemška vojska in ostali so okupirani (operacija Albion) do konca sovražnosti. Estonija je postala neodvisna 24. februarja 1918 po oktobrski revoluciji in propadu Ruskega imperija. Kot rezultat pakta Molotov – Ribbentrop je bila nova država junija 1940 vključena v Sovjetsko zvezo kot Estonska sovjetska socialistična republika. Večina baltsko nemškega prebivalstva otoka je bila po Paktu evakuirana v Nemčijo. Otok je leta 1941 zasedla nacistična Nemčija (operacija Beowulf); Nemške čete so tam ostale, dokler jih Rdeča armada v operaciji izkrcanja Moonzunda oktobra in novembra 1944 ni izgnala. Leta 1946 je bila Saaremaa razglašena za območje z omejitvami, zaprto za tujce in večino Estoncev iz celine. Omejeno območje je ostalo do leta 1989.
Estonija je ponovno postala neodvisna 20. avgusta 1991 med razpadom Sovjetske zveze.

## Geografija
Otok tvori glavno oviro med Riškim zalivom in Baltskim morjem. Južno od njega je glavni prehod iz zaliva, preliv Irbe, poleg polotoka Sõrve, najjužnejšega dela otoka. V srednjem veku so otočani prečkali preliv in oblikovali ribiške vasice na livonski obali, zlasti Pitrage. V tistih časih je bilo lažje in hitreje preiti preliv proti bližnji Kolki, Saunagsu ali Mazirbi, kot potovati s konji na velike razdalje v notranjost. Najvišja točka na otoku je 54 m nad morjem. Na otoku je Krater Kaali. Otok ima veliko gozdnatih terenov. Eden od simbolov otoka je brin.

### Narava
Pred več kot 10.000 leti so prvi deli Saaremaae nastali iz Baltskega ledenega jezera. Dvig zemeljske skorje se nadaljuje še danes s hitrostjo 2 mm na leto. Zahodnoestonski otoki so nižinske ravnice, naslonjene na apnenec; njihova povprečna nadmorska višina je približno 15 metrov nad morjem. Apnenec je na mnogih mestih razgaljen, kar je povzročilo pečine, apnenčaste jame in kamnolome v krajih Mustjala, Ninase, Pulli, Üügu in Kaugatuma.
Zaradi blagega morskega podnebja in raznolikih tal ima Saaremaa bogato rastlinstvo, kar ponazarja dejstvo, da je tu zastopanih 80 % rastlinskih vrst Estonije. V Saaremaai najdemo skupaj 1200 vrst vaskularnih rastlin. Približno 120 lokalnih rastlinskih vrst je redkih, in so dobile poseben status zaščite. Najbolj znana endemična vrsta je Rhinanthus osiliensis (hladnikija), redek majhen cvet, ki raste večinoma v spomladanskih barjih. Redki in lepi cvetovi so zelo razširjeni; od 36 vrst, ki jih najdemo v Estoniji, jih je 35 na Saaremaai in sosednjih otokih.
Več kot 40 % območja Saaremaa je pokrito z gozdovi, ki so večinoma mešani, na nekaterih območjih pa najdemo širokolistna drevesa, ki so relikti rastlinskih združb nekdanjih blažjih podnebnih obdobij. Gozdni travniki so bili v Saaremai pogosti pred drugo svetovno vojno, vendar so se številni od teh edinstvenih naravnih kompleksov postopoma zarastli in tako spremenili v navaden gozd. Enako velja za alvar (biološko okolje, ki temelji na apnenčasti ravnini s tanko plastjo zemlje ali brez nje in posledično z redko travniško vegetacijo). Nekoč tipični in ekskluzivni krajinski element v alvarah Saaremaa danes propada. Načrtovanje varstva narave za Saaremaao zdaj vključuje zaščito največjih in najbolj nenavadnih območij alvarjev.
Saaremaa ima široko paleto redkih vrst prosto živečih živali, od žuželk do tjulnjev. Glede na velikost so med najmanj zaščitenimi vrstami divjih živali vključeni metulji črni apolon (Parnassius mnemosyne) in veliki vrtni polž (Helix pomatia).
Obalna območja Saaremaa so znani habitati tjulnjev; dejansko je avtohtonega sivega tjulnja mogoče najti na treh velikih počivališčih na otočkih ob obali v zahodnem in južnem delu Saaremaae. Dandanes se lokalna populacija omenjenih tjulnjev nekoliko povečuje. Obročaste tjulnje je mogoče najti povsod v obalnih vodah Saaremaae, vendar zaradi njihove plahosti ni mogoče oceniti njihovega števila.
Otoki ležijo v vzhodnoatlantski stezi, selitveni poti vodnih ptic. Ta 'ptičja cesta' povezuje severovzhodno Evropo z arktičnimi regijami. Vsako leto spomladi in jeseni na stotine tisoč ptic selivk obišče Saaremaa. Belolična gos (Branta leucopsis), labod grbec (Cygnus olor), labod pevec (Cygnus cygnus), gaga (Somateria mollissima), duplinska kozarka (Tadorna tadorna) in številne druge vrste ptic so dobili zavarovan status. Toda na splošno so otoki nekoliko revnejši od prosto živečih živali kot celina. Tu ni mogoče najti niti krta, Močvirske podlasice ali vidre, medtem ko sta evroazijski ris in rjavi medved redka gosta.

### Kaali meteorit
Kaali je majhna skupina devetih edinstvenih kraterjev meteoritov na Saaremai. Največji od kraterjev v premeru meri 110 m in vsebuje majhno jezero, znano kot Kaali järv (jezero Kaali). Meteorna kopica je imela udarno hitrost 10–20 km / s in maso 20–80 metričnih ton. Na nadmorski višini 5–10 km se je meteor zlomil na koščke. Največji fragment je ustvaril glavni krater z globino 22 m.
Osem manjših kraterjev s premerom od 12 do 40 m in globinami od 1 do 4 m  je znotraj 1 kilometra od glavnega kraterja. Ocene starosti kraterja se razlikujejo, pri čemer je splošno sprejeta ocena 4000 ± 1000 pr. n. št., čeprav druge ocene kažejo, da je bila eksplozija tako nedavna kot 660 ± 85 pr. n. št. Energija udarca - približno 80 TJ (20 kilotonov TNT), primerljivo z bombo v Hirošimi) - je požgala gozdove v radiju 6 km  od mesta udarca. Z kraterjem so povezane številne legende; te povzema Lennart Meri v svoji knjigi Hõbevalge.

## Značilnosti
Večina prebivalstva so Estonci (97 %). Največja manjšinska narodnost so Rusi, ki predstavljajo 2 % prebivalcev. V primerjavi z Republiko Estonijo je prebivalstvo okrožja Saare in zlasti mesta Kuressaare mlajše, medtem ko je število upokojencev precej manjše. Saaremaa je v osrčju baltske regije, ki je danes najhitreje rastoči trg v Evropi in ima 70 milijonov potrošnikov. Vrata na zahod vključujejo ne le na novo obnovljeno letališče Kuressaare in pristanišče Roomassaare, delovanje sodobnih trajektov med Saaremao in celino, temveč tudi hiter razvoj telekomunikacij, ki so za otok zelo pomembne. Saaremaa je turistična destinacija, ki jo je obiskalo 35 % tujih in 95 % domačih turistov. Saaremaa ima podjetnikom prijazno, varno in gospodarsko okolje brez napora.

## Zanimivost
Saaremaa ima več zdravilišč kot kjer koli drugje v Estoniji.

## Galerija
- Pečine v bližini vasi Panga na severni obali Saaremaa
- Ženske v tradicionalni obleki Saaremaa, ki izvajajo ljudski ples
- Grad Kuressaare pozimi
- Spomenik sovjetske druge svetovne vojne, Tehumardi, Saaremaa
- Zgodovinske stavbe v bližini središča Kuressaare
- Podeželje Saaremaa
- Kmečka hiša v Järveküli
- Panorama zaliva Tagalaht
- Cerkev Valjala
- Cerkev sv. Mihaela Kihelkonna
- Cerkev Karja v vasi Linnaka
- Angla vetrnice v župniji Leisi
- Kiipsaare, nagnjen svetilnik
- Svetilnik na polotoku Sõrve
- Utrdba Kaarma
- Izviri Odalätsi
- Jelen pozimi blizu Leisija